# Elecciones parlamentarias de Timor Oriental de 2017
Las elecciones parlamentarias de Timor Oriental de 2017 tuvieron lugar el 22 de julio del mencionado año con el objetivo de renovar los 65 escaños del Parlamento Nacional, destinado a ejercer sus funciones por el período 2017-2022. Fueron las cuartas elecciones parlamentarias de la historia timorense, así como las terceras elecciones parlamentarias regulares bajo la constitución de 2002. También fueron las primeras elecciones realizadas bajo la presidencia de Francisco Guterres.
El período previo a las elecciones vio la dimisión del primer ministro Xanana Gusmão en 2015, después de ocho años al frente del gobierno, aduciendo que deseaba un relevo generacional en la política timorense. Sin embargo, su renuncia motivó un recambio de la coalición gobernante, integrada por su partido, el Congreso Nacional para la Reconstrucción de Timor (CNRT), el Partido Democrático (PD) y el Frenti-Mudança. Rui Maria de Araújo, del opositor Frente Revolucionario de Timor Oriental Independiente (Fretilin), adhirió a su partido al gobierno y asumió como primer ministro. Sin embargo, se produjeron constantes enfrentamientos entre Aráujo y el presidente Taur Matan Ruak, quien optó por no presentarse a la reelección en las presidenciales de 2017 para poder disputar las parlamentarias y convertirse en primer ministro, para lo cual abandonó el Fretilin y fundó el Partido de Liberación Popular (PLP) como vehículo político para los comicios.
Estas elecciones vieron una serie de reformas a la ley electoral. Por ejemplo, por primera vez se permitió a los ciudadanos timorenses residentes en el exterior ejercer su derecho al voto. Asimismo, se redujo la edad para votar de diecisiete a dieciséis años, lo que implicó que por primera vez en la historia del país participaran electores que no habían vivido la ocupación indonesia. El Fretilin, liderado por Mari Alkatiri en los comicios, emergió como el partido más grande del Parlamento Nacional con un 29,66% de los votos válidamente emitidos y 23 de los 65 escaños. El CNRT obtuvo el 29,46% de los votos, ubicándose tan solo unos mil sufragios por debajo del Fretilin, y obtuvo 22 escaños. El PLP irrumpió como tercera fuerza en su primera elección con un 10,58% de los votos y 8 escaños. El PD cayó al cuarto puesto con un 9,79% de los votos y 7 escaños. El partido nacionalista Kmanek Haburas Unidade Nasional Timor Oan (KHUNTO) logró dar una sorpresa en los comicios al obtener el 6,43% de los votos y acceder por primera vez al Parlamento con 5 escaños. El Frenti-Mudança perdió toda su representación, con la mayoría el voto disidente del Fretilin dirigiéndose al nuevo PLP. Ningún otro partido logró obtener escaños. La participación fue del 76,74% del electorado registrado, la primera elección parlamentaria desde la independencia en la que la concurrencia a votar creció respecto a la elección anterior.
A pesar de ser el partido más votado, el Fretilin quedó lejos de una mayoría y negoció con el PD y KHUNTO la formación de una coalición con Alkatiri como primer ministro. Sin embargo, KHUNTO se retiró del acuerdo debido a una disputa interna y el ejecutivo resultante no tuvo mayoría. En principio se formó un gobierno en minoría de la coalición Fretilin-PD con el respaldo externo de KHUNTO, pero el gobierno fracasó en aprobar sus presupuestos luego de que KHUNTO se uniera al CNRT y el PLP para rechazarlos. Los tres partidos opositores fundaron la Alianza para el Cambio y el Progreso (AMP) y formaron una mayoría alternativa. En enero de 2018, buscando evitar una moción de censura contra el Fretilin, el presidente Guterres disolvió el Parlamento y convocó a elecciones anticipadas para mayo.

## Antecedentes
Después de las elecciones parlamentarias de 2012 se formó un gobierno de coalición encabezado por el Congreso Nacional para la Reconstrucción de Timor (CNRT), el Partido Democrático (PD) y el Frenti-Mudança (FM). El 16 de febrero de 2015, el primer ministro Xanana Gusmão anunció su retiro y la formación de una gran coalición que incluía al opositor Frente Revolucionario de Timor Oriental Independiente (Fretilin), con Rui Maria de Araújo como primer ministro. Aunque no había prácticamente oposición parlamentaria, Araújo tuvo que enfrentar la oposición del presidente Taur Matan Ruak, que comenzó a agitar fricciones entre el CNRT y el PD para dividir al gobierno. Buscando competir por el cargo de primer ministro, Taur Matan Ruak no se presentó a la reelección en las elecciones de 2017 y contribuyó a fundar el Partido de Liberación Popular (PLP) con miras a las venideras parlamentarias. Las presidenciales resultaron en un abrumador triunfo en primera vuelta para el candidato del Fretilin, Francisco Guterres, luego de recibir el apoyo del CNRT.
El PLP estaba compitiendo por muchos de los mismos votantes que el PD, lo que se esperaba que le costara votos al PD. Tras la repentina muerte del líder del partido PD Fernando Lasama de Araújo, António da Conceição asumió sus cargos y obtuvo un sólido desempeño en las elecciones presidenciales al ubicarse segundo detrás de Guterres con casi un tercio de los votos. Sin embargo, en las elecciones contó con el apoyo del PLP y del partido nacionalista Kmanek Haburas Unidade Nasional Timor Oan (KHUNTO). El PLP tendió a reunir mítines más pequeños en su campaña que los mítines de los partidos principales, Fretilin y el CNRT, pero aun así se le consideró un actor importante para la venidera campaña. Frenti-Mudança, por su parte, llegó a las elecciones envuelto en deserciones internas y desapareció de la relevancia política.
Algunos observadores especularon que habría un cambio en la estructura de poder de Timor Oriental. La generación más joven tenía vínculos más débiles con los viejos héroes de la campaña de independencia de Timor Oriental , y se esperaba que hubiera una mayor influencia de Facebook y otras redes sociales, que eran cada vez más populares entre la generación más joven, mucho más que los medios tradicionales.
En una encuesta nacional realizada por el Instituto Republicano Internacional en noviembre de 2016, el 98% de las personas a las que preguntaron planeaban ir a votar. El 72% esperaba que el estado de Timor Oriental fuera mejor el próximo año y el 49% pensaba que el país ya iba en la dirección correcta. El 29% de la muestra pensó que el gobierno había hecho un muy buen trabajo y el 45% pensó que el gobierno había hecho un buen trabajo. El 44% se consideraba cercano al Fretilin y el 75% tenía una opinión positiva del partido. el 29% consideró que el estado de las carreteras era el problema más importante que enfrenta la nación; El 32% pensaba que el estado de las carreteras había empeorado durante el último año, pero el 29% pensaba que había mejorado. La mayoría de la muestra vio mejoras en las áreas del sistema de salud (79%), educación (78%) y electricidad (71%). Al 66% le preocupaban los disturbios violentos en época de elecciones.

## Sistema electoral
Los comicios se realizaron bajo el texto constitucional de 2002 y la Ley Electoral vigente con modificaciones realizadas en 2016. Los 65 miembros del Parlamento Nacional fueron elegidos por representación proporcional con lista cerrada en un único distrito nacional. Los partidos debían tener una mujer en al menos uno de cada tres puestos de su lista, lo que había resultado en que el 38% de los parlamentarios fueran mujeres antes de la elección, y el último escaño se otorgaba al partido con menos votos si había varios números máximos iguales. Los escaños se asignaron mediante el método d'Hondt con un umbral electoral del 4%, lo que implicó un aumento respecto al umbral del 3% empleado en anteriores elecciones.
Se les concedió el derecho a votar, por primera vez, a los ciudadanos timorenses residentes en el extranjero, aunque tendrían que registrarse para ello, lo que generó algunas complicaciones. Por ejemplo, existía una importante comunidad timorense en Irlanda y el Reino Unido, pero sus integrantes debieron que registrarse en la embajada en Lisboa, Portugal. En Australia, donde se estimaron unos 20.000 electores (de un total de 70.000 timorenses), hubo varias oficinas de registro. En Portugal y las islas británicas había unos 20.000 timorenses, de los cuales se estimó que unos 8.000 tendrían derecho a votar. En el propio Timor Oriental, en agosto de 2016 estaban registrados 728.363 votantes elegibles, más de 153.000 de ellos solo en la capital nacional, Dili. La edad para votar se redujo de diecisiete a dieciséis años, lo que implicó que por primera vez participaran votantes que no habían vivido durante la ocupación indonesia (1975-1999). 369.000 (51%) de los votantes registrado tenían entre 17 y 35 años; 118.000 (33%) tienen entre 36 y 59 años. El 16% de los votantes tenían 60 años o más. 1.370 votantes elegibles tenían (a diciembre de 2016) 16 años.
Los electores pudieron votar entre las 07:00 y las 15:00 horas en 1.121 colegios electorales repartidos en 859 centros electorales y, por primera vez, en colegios extranjeros en Australia (Sydney, Melbourne y Darwin), Corea del Sur (Seúl), Portugal (Lisboa) y el Reino Unido (Londres). Como muchos timorenses no se han registrado como votantes en su lugar de residencia, las autoridades electorales estimaron que la mitad de los votantes tendrían que viajar a su lugar de origen en otra parte del país. Por ello, el gobierno declaró el 21 de julio día feriado para facilitar los viajes. Según el Secretariado Técnico de Administración Electoral (STAE), había 764.858 votantes registrados, 163.129 de ellos sólo en el municipio capital de Dili, por lo que sólo allí habría 187 colegios electorales y 83 centros de votación. Baucau tenía 87.057 votantes, Ermera 77.190 y Bobonaro 64.008, mientras que Aileu (30.344) y Manatuto (30.344) tenían el menor número de votantes registrados. Se registraron 1.101 votantes en Australia, 589 en Portugal, 208 en el Reino Unido y 227 en Corea del Sur.
La campaña electoral oficial comenzó el 20 de junio y se prolongó hasta el 19 de julio. Después del día de las elecciones del 22 de julio, estaba previsto que el recuento a nivel municipal finalizara el 24 de julio y se conociera el resultado final el 27 de julio. Estaba previsto que el resultado de las elecciones fuera confirmado por el Tribunal Supremo de Justicia de Timor Oriental antes del 6 de agosto.  Se permitió el arribo de observadores internacionales de la Unión Europea, encabezados por cinco miembros del Parlamento Europeo, el Instituto Nacional Demócrata (NDI) y el Instituto Republicano Internacional (IRI) de Estados Unidos, organizaciones australianas y el cuerpo diplomático en Dili.

## Partidos y candidatos

### Presentación de listas
De los 31 partidos registrados en Timor Oriental a principios de 2017, sólo la Unión Demócrata Cristiana de Timor (UDC), KHUNTO y el Partido Socialista de Timor (PST) habían presentado sus listas electorales al 30 de mayo. 27 partidos habían recogido formularios para las listas pero aún no los habían llenado ni presentado a la Corte Suprema de Justicia de Timor Oriental. El presidente del tribunal, Deolindo dos Santos, señaló que el máximo tribunal del país sólo aceptaría listas electorales presentadas antes de las 18:00 horas del 1 de junio. Finalmente, se presentaron un total de 23 listas electorales, una de las cuales estaba compuesta por la alianza de partidos Bloku Unidade Popular (BUP). Entre los partidos en disputa también estaban las cuatro facciones anteriormente representadas en el Parlamento: el CNRT, el Fretilin, el PD y el Frenti-Mudança. Por primera vez, se presentaron el PLP, el Centro de Acción Social Demócrata de Timor (CASDT), el Partido Esperanza de la Patria (PEP), el Partido de Desarrollo de la Unidad Democrática (PUDD) y el Movimiento por la Libertad para el Pueblo Maubere (MLPM).
Al principio no estaba claro si la Asociación Social Demócrata Timorense (ASDT) sería admitida a las elecciones. Al igual que en 2012, la Corte Suprema de Justicia recibió dos listas electorales diferentes de diferentes agrupaciones del partido. Uno del líder del partido João Andre Avelino Correia, otro del presidente del partido Francisco da Silva y del secretario general Norberto Pinto. Si la ASDT aún hubiera sido admitida, la lista de Silva y Pinto habría sido reconocida. Sin embargo, finalmente se le negó la admisión.
Cinco partidos registrados no participaron en las elecciones. El Partido República Nacional de Timor Oriental (PARENTIL) abandonó rápidamente la alianza electoral BUP y no presentó su propia lista. El Partido Nacionalista Timorense (PNT) ya había presentado su lista electoral demasiado tarde en 2012 y, por tanto, no participó en las elecciones. Esta vez tampoco llegó a tiempo con ninguna lista electoral al tribunal. El Partido Laborista Timorense (PTT) había participado en las últimas elecciones con una lista conjunta con la Asociación de Héroes Timorenses (KOTA), pero ésta ya no existía. El PTT no presentó propia lista. En las elecciones presidenciales de principios de año, la líder de su partido, Ángela Freitas, había obtenido el 0,84% de los votos. El Partido de Unidad Nacional (PUN) y el Partido Liberal (PDL) tampoco presentaron candidatos.
La última revisión de las solicitudes presentadas se prolongó hasta el 11 de junio. El Partido del Pueblo de Timor (PPT) también se retiró debido a que no había cumplido los criterios de elegibilidad necesarios. Ya en 2012, el PPT no había sido admitido porque había presentado su lista electoral demasiado tarde. El 15 de junio se emitió el orden de las papeletas de votación.

### Listas participantes
| N.º | Partido | Partido                                                                            | Escaños (2012) |
| --- | ------- | ---------------------------------------------------------------------------------- | -------------- |
| 1   |         | Bloque de Unidad Popular (PMD–PLPA–PDRT)                                           |                |
| 2   |         | Asociación Popular Monarquista Timorense (APMT)                                    |                |
| 3   |         | Kmanek Haburas Unidade Nasional Timor Oan (KHUNTO)                                 |                |
| 4   |         | Partido de la Esperanza de la Patria (PEE)                                         |                |
| 5   |         | Partido Socialista de Timor (PST)                                                  |                |
| 6   |         | Partido del Desarrollo Popular (PDP)                                               |                |
| 7   |         | Congreso Nacional para la Reconstrucción de Timor (CNRT)                           | 30/65          |
| 8   |         | Partido Republicano (PR)                                                           |                |
| 9   |         | Unión Democrática Timorense (UDT)                                                  |                |
| 10  |         | Partido Demócrata Cristiano (PDC)                                                  |                |
| 11  |         | Movimiento de Libertad para el Pueblo Maubere (MLPM)                               |                |
| 12  |         | Partido de Liberación Popular (PLP)                                                |                |
| 13  |         | Partido Democrático (PD)                                                           | 8/65           |
| 14  |         | Unión Nacional Democrática de Resistencia Timorense (UNDERTIM)                     |                |
| 15  |         | Partido Unido para el Desarrollo y la Democracia (PUDD)                            |                |
| 16  |         | Partido Demócrata Timorense (PDT)                                                  |                |
| 17  |         | Frente para la Reconstrucción Nacional de Timor Oriental - Cambio (Frenti-Mudança) | 2/65           |
| 18  |         | Partido Social Demócrata (PSD)                                                     |                |
| 19  |         | Centro de Acción Social Demócrata Timorense (CASDT)                                |                |
| 20  |         | Partido del Desarrollo Nacional (PDN)                                              |                |
| 21  |         | Frente Revolucionario de Timor Oriental Independiente (Fretilin)                   | 25/65          |

## Campaña

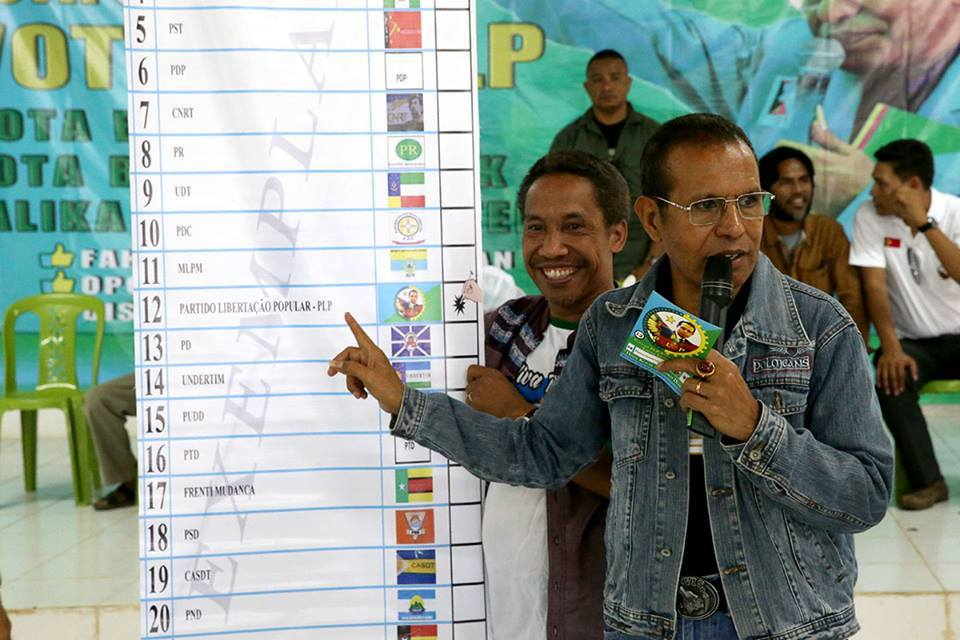
Taur Matan Ruak explicando como votar al PLP durante un acto de campaña.

Los observadores constataron una creciente profesionalización de la campaña electoral en Timor Oriental. Los carteles del Fretilin y del CNRT dominaban la escena callejera, pero también se podían ver anuncios de la UDT y del PLP. El CNRT confió en su líder Xanana Gusmão y su popularidad personal para ganar votos. Utilizaron la abreviatura "CR7", en referencia al futbolista Cristiano Ronaldo, también popular en Timor Oriental. El CNRT utilizó drones para tomar fotografías aéreas de la infraestructura terminada durante el gobierno del CNRT y otros desarrollos en el país. El video fue compartido en las redes sociales y en anuncios de televisión de RTTL y del nuevo canal privado GMN TV. El Fretilin también promovió vídeos que mostraban un país vibrante y activo. Centraron la campaña en la población joven y también utilizaron las redes sociales. En lugar de hablar únicamente con los líderes locales, también fueron a mercados y parques y distribuyeron material y programas promocionales. El nuevo PLP, que tenía menos dinero que los dos grandes partidos, también dependió mucho de las redes sociales. La campaña del PLP fue liderada por jóvenes, muchos de ellos ex periodistas de la oficina de prensa del presidente Taur Matan Ruak, como Fidelis Leite Magalhães, quien apareció junto al expresidente en debates televisados del PLP. Las publicaciones y debates en Internet llegaron diariamente a 400.000 timorenses orientales, casi un tercio de la población.
Mientras que los dos principales partidos celebraron importantes concentraciones de campaña en cada uno de los grandes municipios, el PLP celebró encuentros a menor escala a nivel de los puestos administrativos, en gran medida debido a su bajo presupuesto, y buscó construir una épica de «movimiento popular de base». El PLP recibió el apoyo en la campaña electoral de Amigos de Taur Matan Ruak (A-TMR). Este movimiento fue fundado, entre otros, por Jorge da Conceição Teme, miembro del Frenti-Mudança, y Abílio Araújo, líder del Partido Nacionalista Timorense. Otros miembros pertenecían al CNRT, al Fretilin y a otros partidos. A pesar de su afiliación a otros partidos, los Amigos aparecieron en eventos del PLP y organizaron visitas a domicilio pidiendo el voto para el partido.
En la campaña electoral, el PLP fijó prioridades diferentes a las del Fretilin y el CNRT, especialmente en la cuestión del desarrollo territorial. En lugar de proyectos a gran escala, como la zona económica especial en Oecusse-Ambeno y el proyecto Tasi-Mane en la costa sur, el PLP quería centrarse en la atención sanitaria básica y en programas educativos y agrícolas para la población. Oecusse-Ambeno estuvo bajo el liderazgo del líder del Fretilin, Marí Alkatiri, mientras que el proyecto de la Costa Sur en Cova-Lima fue atribuido al CNRT. El PLP criticó, por ejemplo, que si bien había una nueva carretera a lo largo de la costa sur, la carretera de conexión más importante de Suai a Dili seguía en malas condiciones. KHUNTO dirigió su discurso de campaña principalmente a los desempleados y a los jóvenes desilusionados. El partido estaba sospechado de tener vínculos con pandillas locales, identificadas comúnmente como «grupos de artes marciales».
El expresidente y primer ministro no partidista  José Ramos-Horta llamó la atención en las redes sociales al elogiar a Alkatiri y Francisco Guterres por estabilizar el país. Sin embargo, más tarde surgieron palabras similares sobre el líder del CNRT, Xanana Gusmão, y el llamado a Taur Matan Ruak a reconciliarse con él. La campaña electoral transcurrió en general pacífica. Sólo en el municipio de Baucau hubo quejas del Fretilin de que exguerrilleros habían intentado intimidar a los votantes. El 19 de julio, el PLP celebró su cierre de campaña en el aeropuerto de Baucau y el Fretilin reunió a sus seguidores en el monumento a Nicolau Lobato en Dili. En general se cumplió la moratoria hasta el día de las elecciones. El 20 de julio, los carteles electorales habían desaparecido del paisaje urbano. Sólo en las redes sociales continuaron circulando imágenes de los actos de clausura de los partidos.

## Resultados
El primer resultado final preliminar se publicó el 24 de julio y el 27 de julio el CNE publicó el resultado oficial, que fue confirmado por la Corte Suprema el 1 de agosto. En las elecciones votaron 283.350 mujeres y 300.606 hombres. La participación fue del 76,74%, ligeramente superior a la de las elecciones presidenciales y casi la misma que en 2012. Según los resultados finales, el Fretilin fue el partido más votado con un 29,66% de los votos, seguido por el CNRT con un 29,46%. El PLP logró ingresar al parlamento con un 10,58%, al igual que el PD con un 9,79% y el KHUNTO, que fracasó por poco en 2012, con un 6,43%. Frenti-Mudança, al igual que los demás partidos, no logró superar el umbral del 4%. El PD obtuvo casi el mismo porcentaje de votos que en 2012, por lo que los analistas atribuyeron la irrupción del PLP a las pérdidas del CNRT, que cayó siete puntos respecto a las anteriores elecciones. También se le atribuye un gran éxito entre los votantes primerizos, que representaban el 20% del electorado. Del mismo modo, aunque el Fretilin fue el partido más votado, perdió dos escaños respecto a 2012 por el hecho de que más partidos lograron cruzar el umbral.
El Fretilin obtuvo la mayor cantidad de votos en el exclave de Oecusse-Ambeno (hasta la fecha, la única elección en toda su historia en la que logró ganar en dicho distrito), en los colegios electorales en Australia y Portugal, y en sus bastiones al este del país en Baucau, Lautém y Viqueque. El CNRT fue la fuerza más poderosa en la parte occidental del principal territorio estatal y en los colegios electorales de Corea del Sur y el Reino Unido. El PLP fue la segunda fuerza en Baucau y en los colegios electorales de Australia y Portugal, por delante del CNRT, mientras que el PD se situó por delante del Fretilin en Cova-Lima.
|  | 29.66 % |

|  | 29.46 % |

|  | 10.58 % |

|  | 9.79 % |

|  | 6.43 % |

|  | 2.80 % |

|  | 1.98 % |

|  | 1.56 % |

|  | 1.19 % |

|  | 0.96 % |

|  | 0.88 % |

|  | 0.86 % |

|  | 0.83 % |

|  | 0.70 % |

|  | 0.68 % |

|  | 0.41 % |

|  | 0.37 % |

|  | 0.31 % |

|  | 0.23 % |

|  | 0.21 % |

|  | 0.12 % |

|  | 97.28 % |

|  | 2.72 % |

|  | 100.00 % |

|  | 76.74 % |

## Consecuencias
El Fretilin y el CNRT iniciaron conversaciones sobre una gran coalición poco después de las elecciones. El 4 de agosto, Gusmão anunció su dimisión como líder del CNRT y al mismo tiempo afirmó que su partido no debería entrar en ningún gobierno ya que había sido «eliminado por el electorado». Sin embargo, Gusmão dejó abierta la posibilidad de que miembros del CNRT asumieran posiciones en el gabinete. Las negociaciones con el Fretilin fueron continuadas por el secretario general del CNRT, Francisco Kalbuadi Lay. Sin embargo, después de que un congreso extraordinario del CNRT se pronunciara en contra de una coalición, el Fretilin anunció conversaciones con los otros tres partidos en el Parlamento. El PD, sin embargo, exigió puestos ministeriales clave que el Fretilin consideró inaceptable entregar. Taur Matan Ruak anunció desde el principio que el PLP quería desempeñar un papel activo de oposición en el Parlamento. El PLP confirmó esto en las negociaciones con el Fretilin, pero aclararon que no forzarían nuevas elecciones ni bloquearían el presupuesto. Por tanto, las negociaciones dieron como resultado un gobierno en minoría de Fretilin y KHUNTO, con la aquiescencia del PD. Más tarde, la secretaria general del Fretilin, Mari Alkatiri, explicó que las negociaciones de coalición con el PLP habían fracasado porque querían que Fidelis Leite Magalhães fuera presidente del Parlamento. Sin embargo, no hubo apoyo para él.
Los miembros del Parlamento recién elegido debían prestar juramento el 21 de agosto, pero la primera sesión fue pospuesta. Querían esperar el regreso de Xanana Gusmão. Estaba en el extranjero para celebrar negociaciones sobre la disputa fronteriza entre Australia y Timor Oriental. Hasta entonces, el antiguo Parlamento y gobierno actuaron como una transición. La organización no gubernamental Fundasaun Mahein criticó que esto no era conforme a la Constitución, ya que el nuevo Parlamento debería haberse reunido dentro de los 15 días posteriores a la confirmación del resultado por parte del Tribunal Supremo. Tras el regreso de Gusmão, el parlamento se reunió por primera vez el 5 de septiembre de 2017. Aniceto Guterres Lopes (Fretilin) fue elegido Presidente del Parlamento con 33 de 65 votos. Por tanto, se quedó a dos votos de la alianza de Fretilin, KHUNTO y PD. Su oponente, el expresidente parlamentario Adérito Hugo da Costa (CNRT), obtuvo 32 votos.
El 12 de septiembre, Alkatiri confirmó que él mismo asumiría como primer ministro por la coalición de Fretilin-PD-KHUNTO. El anterior jefe de gobierno, Rui Maria de Araújo, carecía de apoyo dentro de su propio partido. Alkatiri ya jhabía sido primer ministro de 2002 a 2006, pero tuvo que dimitir prematuramente debido a los disturbios en Timor Oriental en 2006. El 13 de septiembre, Alkatiri y el líder del PD Mariano Sabino Lopes firmaron el acuerdo de coalición. Sin embargo, los representantes de KHUNTO no estuvieron presentes porque había surgido una disputa interna sobre la participación en el gobierno. Aunque el Fretilin y el PD no tenían mayoría en el Parlamento, el presidente Guterres nombró a Alkatiri primer ministro el 14 de septiembre y le dio el mandato de formar un gobierno. Sin embargo, KHUNTO anunció que continuaría cooperando con Fretilin y PD. El 15 de septiembre, Alkatiri prestó juramento como primer ministro y los primeros miembros de su gabinete prestaron juramento.